# Bouze-lès-Beaune
 Bouze-lès-Beaune  là một xã ở tỉnh Côte-d’Or trong vùng Bourgogne, phía đông nước Pháp. Khu vực này có độ cao từ 317-540 mét trên mực nước biển.
Dân số năm 2006 là 326 người.